# Une blonde, une brune et une moto
Pour plus de détails, voir Fiche technique et Distribution.
Une blonde, une brune et une moto (Qui comincia l'avventura) est un film italien réalisé par Carlo Di Palma, sorti en 1975.

## Fiche technique
- Titre original : Qui comincia l'avventura
- Titre français : Une blonde, une brune et une moto
- Réalisation : Carlo Di Palma
- Scénario : Carlo Di Palma, Barbara Alberti et Amedeo Pagani
- Photographie : Dario Di Palma
- Montage : Ruggero Mastroianni
- Musique : Riz Ortolani
- Pays d'origine : Italie
- Format : Couleurs - Mono
- Genre : comédie dramatique
- Durée : 100 minutes
- Date de sortie : 1975

## Distribution
- Monica Vitti : Miele
- Claudia Cardinale : Claudia
- Ninetto Davoli : L'acrobate / l'ange / le diable
- Guido Leontini : Marito di Laura
- Salvatore Baccaro : Scagnozzo di Michelone